# Fulgoroidea
Fulgoroidea Kirkaldy, 1907, è una superfamiglia di insetti dell'ordine dei Rincoti Omotteri. È l'unico raggruppamento dell'infraordine Fulgoromorpha. La maggior parte delle specie ha diffusione nelle regioni tropicali.

## Morfologia
La morfologia dei Fulgoroidei è piuttosto eterogenea, ma alcuni caratteri ne permettono una facile distinzione dagli altri Auchenorrinchi, che fanno capo all'infraordine dei Cicadomorfi. Le dimensioni possono variare dai 2 mm delle specie più piccole ai circa 10 cm delle specie più grandi. Livrea talvolta caratterizzata da conformazioni bizzarre del capo e da colori vivaci. In quest'ultimo caso i Fulgoroidei possono essere confusi con le farfalle.
Il capo è metagnato e presenta i più importanti caratteri morfologici distintivi. La regione frontale è carenata e si prolunga spesso in un vistoso processo, più o meno allungato, in genere incurvato verso l'alto. Le antenne sono brevi e inserite sotto gli occhi; hanno i due articoli prossimali (scapo e pedicello) ben differenziati rispetto agli altri distali (flagello): lo scapo è molto breve e ingrossato, il pedicello è notevolmente ingrossato, talvolta piuttosto allungato, il flagello è filiforme. Gli ocelli sono generalmente presenti in numero di 2, raramente sono rudimentali oppure presenti in numero di 3. I due ocelli laterali sono sempre ubicati fra gli occhi e le antenne.
Il torace ha il pronoto più largo che breve. Il pronoto e il mesonoto sono in genere percorsi da tre carene longitudinali. Caratteristica dei Fulgoroidei è la presenza di due scleriti del mesotorace, a forma di lamina, che proteggono l'inserzione delle ali anteriori (tegule). Le ali anteriori sono interamente membranose oppure interamente e leggermente sclerificate (tegmine) e la configurazione della venatura è varia. In fase di riposo si ripiegano a tetto sull'addome, talvolta fortemente inclinate e tenute quasi verticali. Le zampe sono di tipo ambulatorio, quelle posteriori in genere di tipo saltatorio. Un'altra caratteristica morfologica peculiare è lo sviluppo in lunghezza delle coxe anteriori e posteriori. Le tibie sono spesso dentellate e munite di uno sperone terminale.

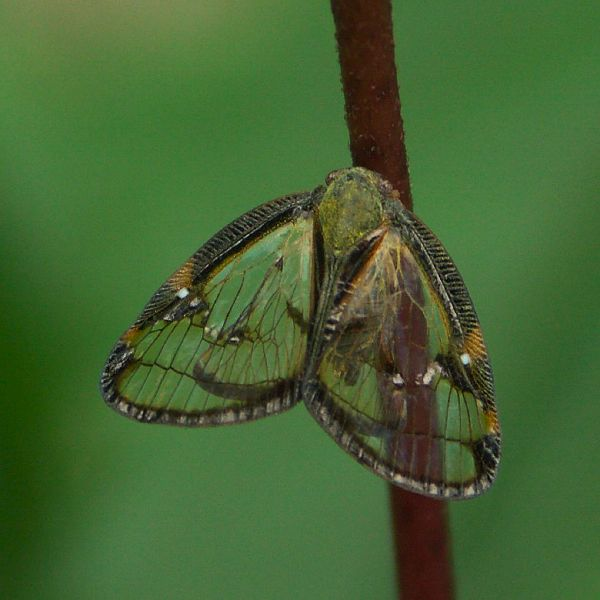
Euricania fascialis.

I Fulgoroidei secernono spesso cospicue quantità di cera dalle ghiandole addominali. In diverse specie la cera prodotta ricopre interamente il corpo oppure si prolunga simulando appendici caudali.

## Alimentazione
La generalità dei Fulgoroidei è fitomiza, ma alcune specie sono secondariamente micetofaghe. Diverse specie sono dannose all'agricoltura, in particolare perché possibili vettori di virus fitopatogeni.
Le specie agrarie di maggior interesse in Europa rientrano per lo più nelle famiglie dei Delphacidae e dei Flatidae.

## Sistematica
L'inquadramento sistematico dei Fulgoroidei è oggetto di discussione in quanto il raggruppamento degli Auchenorrinchi sarebbe parafiletico. Alcuni Autori propongono l'inquadramento al rango di sottordine con il nome di Archaeorrhyncha, ma allo stato attuale prevale l'inquadramento come unica superfamiglia nell'infraordine dei Fulgoromorpha, a sua volta compreso nel sottordine degli Auchenorrhyncha.
Va precisato che la classificazione tradizionale, su base morfologica, inquadra i Fulgoromorfi come divisione interna alla sezione Auchenorrhyncha, a sua volta compresa nel sottordine degli Homoptera.
La suddivisione interna contempla 20 o 21 famiglie, secondo l'inquadramento sistematico attribuito ai Caliscelidae, inclusi da diversi autori nella famiglia degli Issidae:
- Acanaloniidae
- Achilidae
- Achilixiidae
- Cixiidae
- Delphacidae
- Derbidae
- Dictyopharidae

- Eurybrachyidae
- Flatidae
- Fulgoridae
- Gengidae
- Hypochthonellidae
- Issidae
- Kinnaridae

- Lophopidae
- Meenoplidae
- Nogodinidae
- Ricaniidae
- Tettigometridae
- Tropiduchidae